# Dione Voskamp
Dione Voskamp (De Lier, 9 januari 1997) is een Nederlandse korte- en langebaanschaatsster. Voskamp kwam seizoenen uit voor Healthy Team, RTC Fryslân, vervolgens in seizoen 2021/2022 voor Team Worldstream-Corendon en met ingang van seizoen 2022/2023 maakt Voskamp de overstap naar de internationale schaatsploeg Team Novus, wat ze zelf hebben opgestart met onder anderen Cornelius Kersten. Voskamp houdt zich naast het schaatsen bezig met haar bedrijf Di-One Design als grafische vormgever.

## Biografie
Voskamp debuteerde op 28 december 2015 tijdens het NK op de 500 meter waar ze voor het eerst onder de 40 seconden eindigde met 39,95. Voskamp werd tweemaal Nederlands kampioen kortebaanschaatsen (2017 en 2018). Bij de Europese kampioenschappen schaatsen 2022 in Thialf bereikte ze op 8 januari 2022 de zesde plaats op de 500 meter. en werd wereldkampioen op het onderdeel Teamsprint met Jutta Leerdam en Femke Kok. Op 25 februari 2024 eindigde ze op de derde plek op het NK sprint. Tijdens de wereldbekerwedstrijd in Nagano in november 2024 won Voskamp haar eerste wereldbekermedaille door als tweede te eindigen op de 500 meter achter Erin Jackson.

## Persoonlijk
Voskamp is geboren in De Lier in het Westland en haar achternicht Leerdam is eveneens actief in het langebaanschaatsen. Sinds 2020 is Voskamp haar eigen bedrijf gestart in grafisch vormgeven, dit doet ze naast het schaatsen.

## Persoonlijke records[5]
| Afstand    | Tijd    | Datum            | Baan       |
| ---------- | ------- | ---------------- | ---------- |
| 500 meter  | 37,51   | 26 januari 2025  | Calgary    |
| 1000 meter | 1.15,37 | 11 december 2021 | Calgary    |
| 1500 meter | 2.03,34 | 1 oktober 2017   | Inzell     |
| 3000 meter | 4.35,38 | 3 december 2014  | Heerenveen |

## Resultaten
| Jaar | NK Afstanden       | NK Sprint                | WK Junioren |
| ---- | ------------------ | ------------------------ | ----------- |
| 2015 | 21e 500m           |                          |             |
| 2016 | 13e 500m           |                          | 8e 500m     |
|      |                    |                          |             |
| 2018 |                    | 21e (19e, 22e, 17e, 22e) |             |
| 2019 | 11e 500m           | 8e (5e, 8e, 4e, 9e)      |             |
| 2020 | 11e 500m 18e 1000m | 7e (5e, 10e, 6e, 12e)    |             |
| 2021 | 5e 500m 14e 1000m  | 8e (10e, 13e, 6e, 12e)   |             |
| 2022 | 5e 500m 17e 1000m  | 5e · (, 9e, , 10e)       |             |
| 2023 | 8e 500m 15e 1000m  | NS3 (7e, 12e, NS, -)     |             |
| 2024 | 6e 500m            | · (, 6e, , 9e)           |             |
| 2025 | 8e 500m 14e 1000m  | 5e · (, 8e, , 8e)        |             |

(#, #, #, #) = afstandspositie op sprinttoernooi (500m, 1000m, 500m, 1000m).